# Xeromphalina fraxinophila
Xeromphalina fraxinophila är en svampart som beskrevs av A.H. Sm. 1953. Enligt Catalogue of Life ingår Xeromphalina fraxinophila i släktet Xeromphalina,  och familjen Mycenaceae, men enligt Dyntaxa är tillhörigheten istället släktet Xeromphalina,  och familjen trådklubbor. Artens status i Sverige är: Ej påträffad. Inga underarter finns listade i Catalogue of Life.